# Habroteleia ruficoxa
Habroteleia ruficoxa är en stekelart som först beskrevs av Jean-Jacques Kieffer 1916.  Habroteleia ruficoxa ingår i släktet Habroteleia och familjen Scelionidae. Inga underarter finns listade i Catalogue of Life.